# Nedo Nadi
Nedo Nadi, italijanski sabljaški mojster, * 9. julij 1894, Livorno (Italija), † 29. januar 1940, Portofino (Italija).
Nedo Nadi velja za najbolj vsestranskega sabljača vseh časov. Do danes (2016) je edini sabljač, ki je osvojil zlato olimpijsko medaljo v vseh treh orožjih na istih olimpijskih igrah. Prav tako je tudi osvojil največ olimpijskih medalj v olimpijskem sabljanju (do leta 1972 je bil to tudi rekord v največjem številu osvojenih zlatih medalj).

## Družinski šport
Družinsko okolje, v katerem je odrasel Nedo Nadi, ni moglo privesti kot do vsestranskega udejstvovanja v sabljanju. Tudi njegov šest let mlajši brat, Aldo Nadi, je bil priznan olimpijski sabljač. Njun mentor in trener je bil oče Giuseppe, strog in osoren gasilski načelnik in tudi sam sabljaški mojster. Ustanovil je športni krožek Fides in telovadnico, kjer sta se pod njegovim vodstvom oba dečka vadila iz otroške dobe. Nedo se je že pri šestem letu vadil s floretom in nato s sabljo, medtem ko je bil meč prepovedano orožje, saj je oče Giuseppe menil, da njegova raba nima pravil. Tako je mladi Nedo skrivaj hodil trenirat z mečem drugam. 
Med Nedom in Aldom, ki sta bila vajena od najnežnejše mladosti le na medsebojni izziv in tekmovanje, ni nikoli vladala bratska ljubezen. Starejši Nedo je vsakokrat dovoljeval mlajšemu bratu le srebrne medalje. Pri sabljanju namreč ni dovolj, da se vzpostavi osebno prvenstvo, kot recimo pri skoku ali teku, treba se je do zadnjega osebno soočati s tekmecem-nasprotnikom, kar je seveda porazno delovalo na medsebojno razmerje med bratoma.

## Zmagovita tekmovanja
Nedu je bilo komaj 12 let, ko je prvič tekmoval in zmagal, in tri leta pozneje je prvič zmagal na mednarodni tekmi na Dunaju. Pri osemnajstih letih je na olimpijadi v Stockholmu prejel zlato za individualni floret; na vse ostale tekme se ni mogel predstaviti zaradi hudega bronhitisa. Leta 1920 je v Antwerpnu pridobil kar pet zlatih medalj: individualni floret in sablja ter ekipni floret, sablja in meč. Težave z zdravjem mu niso dovolile, da bi se udeležil tudi individualnega tekmovanja z mečem, ki bi ga bil – po splošnem mnenju – z lahkoto zmagal. Zanimiva je anekdota iz te olimpijade: pri podelitvi tretje zlate medalje ga je kralj Albert ogovoril: »Spet ste tukaj, gospod Nadi!«, na kar mu je športnik odgovoril: »Če vaše veličanstvo nima nič proti, bom kmalu še tukaj.« Dejansko se je to zgodilo še dvakrat in Nedo Nadi je postal skupaj s tekačem Paavo Nurmi pravi simbol tistih olimpijskih iger. 
Kmalu zatem je odšel v Argentino, kjer je nekaj časa treniral Jockey Club iz Buenos Airesa, a zaradi težav z zdravjem se je ob koncu leta 1923 vrnil v Italijo in se poročil. S sabljanjem se je poslej ukvarjal le za zabavo. Njegov poslednji nastop je iz leta 1930, ko je v Anverpnu zmagal na svetovnem prvenstvu v terenskem meču. Na olimpijskih igrah leta 1932 v Los Angelesu je bil tehnični komisar italijanske ekipe in leta 1935 je bil izvoljen za predsednika Italijanske Federacije Sabljačev. Pod njegovim predsedstvom so leta 1936 v Berlinu Italijani prejeli štiri zlate in dve srebrni medalji.

## Vojaščina
Po prejemu zlata v Štokholmu se je obetala mlademu Nedu zanimiva bodočnost, a prva svetovna vojna je preprečila vsako športno načrtovanje. Bil je rekrutiran v konjenico in poslan na soško fronto. Bojeval se je na Soči, na Šmihelu in pri Kobaridu.  Bil je med izvojevalci Trenta, kjer je z zvijačo zajel sovražno postojanko; med ujetniki je srečal ranjenega avstrijskega vojaka, v katerem je prepoznal sabljača,  kolega iz preteklih let. Pomagal mu je in zaradi tega je bil obdolžen izdajstva, a kmalu oproščen. Po štirih letih fronte se je vrnil domov z dvema odlikovanjima in se takoj z veliko vnemo lotil treniranja in tekmovanj.
Kot je sam izjavil z grenko ironijo, je ostal med vojno ves čas pretežno zdrav in brez vseh tistih težav, ki so ga pestile vse življenje, kakor če bi njegova bolehnost izginila v nečloveških razmerah, ki so vladale na fronti.

## Zadnja leta
Po povratku iz Argentine se Nedo Nadi ni več mogel aktivno udejstvovati s tekmovanji. Posvetil se je novinarstvu in obdobnemu trenerstvu. Ko si je nekoliko opomogel, je še nekajkrat nastopil, a le amatersko. Prave forme ni več pridobil, pa tudi zdravja ne. Zadnje mesece je preživel z ženo v Portofinu pri Genovi, kjer je komaj 46leten umrl zaradi možganske kapi.